# غار فویان
غار فویان (انگلیسی: Fuyan Cave) (福岩洞)، مجموعه‌ای از غارهای آهکی در روستای تانگ‌بی، شهر لفوتانگ، شهرستان داو، استان هونان، جنوب مرکزی چین است که به دلیل کشف قدیمی‌ترین شواهد برای انسان‌های کاملاً مدرن در خارج از آفریقا مشهور است.